# Salavat
Salavat (en rus: Салава́т; tr. Salavat, en baixkir: Салауат, tr. Salauàt) és una ciutat de la República de Baixkortostan, Rússia.

## Història
La ciutat rep el nom de l'heroi nacional Baixkir Salavat Iulàiev. Va ser fundada l'any 1948 i va rebre l'estatus de ciutat el 1954. L'any 1956, el poble de Musino va ser inclòs a Salavat.

## Economia
La ciutat es va fundar per donar suport a la planta petroquímica Gazprom Neftekhim Salavat, que és la principal empresa local. Altres fàbriques inclouen fàbriques de vidre, tèxtils i roba.
Salavat té una economia basada en la indústria petroquímica. Salavatnefteorgsintez produeix combustibles líquids, alcohols, butílic, polietilè d'alta pressió, fertilitzants nitrogenats, etc.).
També disposa d'una refineria de petroli associada als jaciments de petroli d'Iximbai, Xkapova i Arlan, a més de jaciments de gas de la regió de Kargali i Orenburg.